# Elizabeth Corley
Dame Elizabeth Pauline Lucy Corley DBE (* 19. Oktober 1956 in West Sussex) ist eine britische Managerin und Krimi-Schriftstellerin. Sie wuchs in West Sussex in England auf. Sie ist CEO bei Allianz Global Investors Deutschland, dafür pendelt sie zwischen ihrem Wohnort London sowie Frankfurt am Main und München hin und her. In ihrer Freizeit verfasst sie Psychothriller. 
2019 wurde sie als Dame Commander des Order of the British Empire geadelt.

## Werke
- Requiem für eine Sängerin (Requiem Mass, 1998)
- Nachruf auf eine Rose (Fatal Legacy, 2000)
- Crescendo (Grave Doubts, 2006, deutsche Ausgabe bereits 2005)
- Sine culpa (Innocent Blood, 2009, deutsche Ausgabe bereits 2007)
- Dead of winter (2013)